# Dallas Mavericks 1991-1992
La stagione 1991-1992 dei Dallas Mavericks fu la 12ª nella NBA per la franchigia.
I Dallas Mavericks arrivarono quinti nella Midwest Division della Western Conference con un record di 22-60, non qualificandosi per i play-off.

## Risultati
| Squadra                | V  | P  | %    | GB |
| ---------------------- | -- | -- | ---- | -- |
| Utah Jazz              | 55 | 27 | 67,1 | -  |
| San Antonio Spurs      | 47 | 35 | 57,3 | 8  |
| Houston Rockets        | 42 | 40 | 51,2 | 13 |
| Denver Nuggets         | 24 | 58 | 29,3 | 31 |
| Dallas Mavericks       | 22 | 60 | 26,8 | 33 |
| Minnesota Timberwolves | 15 | 67 | 18,3 | 40 |

## Roster
| N° | Naz.                   | Ruolo | Sportivo         | Anno | Alt. | Peso |
| -- | ---------------------- | ----- | ---------------- | ---- | ---- | ---- |
| 1  | Stati Uniti (bandiera) | GA    | Rodney McCray    | 1961 | 201  | 100  |
| 5  | Stati Uniti (bandiera) | G     | Tom Garrick      | 1966 | 188  | 84   |
| 12 | Stati Uniti (bandiera) | G     | Derek Harper     | 1961 | 193  | 84   |
| 15 | Stati Uniti (bandiera) | G     | Brad Davis       | 1955 | 191  | 82   |
| 20 | Stati Uniti (bandiera) | GA    | Tracy Moore      | 1965 | 193  | 91   |
| 21 | Stati Uniti (bandiera) | G     | Fat Lever        | 1960 | 191  | 77   |
| 22 | Stati Uniti (bandiera) | G     | Rolando Blackman | 1959 | 198  | 86   |
| 23 | Stati Uniti (bandiera) | A     | Brian Quinnett   | 1966 | 203  | 107  |
| 31 | Brasile (bandiera)     | A     | João Vianna      | 1966 | 206  | 98   |
| 32 | Stati Uniti (bandiera) | AC    | Herb Williams    | 1958 | 208  | 110  |
| 33 | Stati Uniti (bandiera) | A     | Randy White      | 1967 | 203  | 109  |
| 34 | Stati Uniti (bandiera) | A     | Doug Smith       | 1969 | 208  | 100  |
| 35 | Stati Uniti (bandiera) | C     | Donald Hodge     | 1969 | 213  | 104  |
| 40 | Stati Uniti (bandiera) | C     | James Donaldson  | 1957 | 218  | 125  |
| 41 | Stati Uniti (bandiera) | A     | Brian Howard     | 1967 | 198  | 93   |
| 43 | Stati Uniti (bandiera) | AC    | Terry Davis      | 1967 | 206  | 102  |
| 55 | Stati Uniti (bandiera) | G     | Mike Iuzzolino   | 1968 | 178  | 79   |

## Staff tecnico
- Allenatore: Richie Adubato
- Vice-allenatori: Bob Zuffelato, Gar Heard, Clifford Ray
- Preparatore atletico: Doug Atkinson